# Polarizirana svjetlost
Polarizirana svjetlost je ona vrsta svjetlosti kod koje elektromagnetski valovi titraju samo u jednoj ravnini. Ravnina je okomita na smjer širenja zračenja.
Polarizacijom svjetlosti pokazuje se valna priroda svjetlosti i to da je svjetlost transverzalni val. U prirodi svjetlost je nepolarizirana, odnosno s istom vjerojatnošću vektori električnog polja (E) i magnetskog polja (B) zauzimaju bilo koji smjer okomit na vektor(c). Kad se napravi lom odnosno refleksija svjetla, nastaje polarizirana svjetlost.
Polarizacija svjetlosti je pojava nesimetričnog titranja električnoga i magnetskoga polja koje šireći se čini svjetlost. Nastaje međudjelovanjem svjetlosti i tvari: refleksijom, dvolomom ili raspršenjem. Svjetlost je linearno polarizirana ako električno polje stalno titra u istoj ravnini, kružno polarizirana ako se ravnina titranja električnoga polja jednoliko vrti (u smjeru kazaljke na satu ili u suprotnom smjeru), djelomično polarizirana ako titranje električnoga polja nije jednakih amplituda u svim ravninama, te nepolarizirana ako električno polje jednako titra u svim ravninama okomitim na smjer širenja svjetlosti.

## Polarizacija svjetlosti pomoću kristala
Pojave interferencije i ogiba (difrakcije) svjetlosti potvrđuju da je svjetlost valovite prirode. Međutim, iz njih se ne dobiva odgovor da li je svjetlost longitudinalno ili transverzalno valovito gibanje. Na to pitanje daje odgovor polarizacija svjetlosti. 
Uzmimo dvije pločice kristala turmalina koje su brušene paralelno s glavnom kristalnom osi. Svaka pločica za sebe propušta svjetlost kako je god postavimo. Postavimo li obje pločice turmalina jednu prema drugoj, prozirnost će ovisiti o njihovu međusobnom položaju. Svjetlost će najjače prolaziti kada su kristalne osi obiju pločica međusobno paralelne. Zakretanjem jedne pločice prema drugoj prolazit će sve manje svjetlosti, a kod okomitog položaja obiju kristalnih osi ploče će biti neprozirne. Iz toga izlazi da prva pločica mijenja svojstva zrake svjetlosti koja kroz nju prolazi tako da zraka svjetlosti ima različita svojstva u smjerovima okomitim na zraku svjetlosti. Tu pojavu nazivamo polarizacijom svjetlosti. 
Iz pojave polarizacije svjetlosti nužno izlazi da su valovi svjetlosti transverzalni, to jest da se titranje zbiva okomito na smjer širenja zrake svjetlosti. Kod longitudinalnih valova, na primjer kod valova zvuka ne može u zraku biti nikakve razlike u bilo kojem smjeru, okomitom na smjer širenja zvuka. U prirodnoj svjetlosti titraji su okomiti na smjer širenja, to jest na zraci u različitim ravninama. Zato takvu svjetlost zovemo nepolarizirana svjetlost. 
Turmalinsku pločicu možemo zamisliti kao neku mehaničku mrežicu koja od svih titraja propušta samo onu komponentu koja leži u izvjesnoj ravnini. Takva se svjetlost kod koje se titranje zbiva samo u jednoj ravnini zove se polarizana svjetlost. Naprava (u našem slučaju prva pločica), koja prirodnu svjetlost pretvara u polariziranu, zove se polarizator. Kako je svjetlost koja je izašla iz turmalinske pločice polarizirana, to će ona proći kroz drugu pločicu samo onda ako su im kristalne osi paralelne. Kod okomitih osi svjetlost neće moći proći, i pločice će biti neprozirne. Kod ostalih položaja pločica, to jest kod zakreta za bilo koji kut manji od 90°, prolazit će samo jedan mali dio, to jest jedna komponenta polarizirane svjetlosti. Druga pločica koja je isto polarizator pomoću koje možemo odrediti da li je svjetlost polarizirana ili nije zove se analizator. 
Iz dosadašnjeg razmatranja možemo reći da je polarizacija svjetlosti titranje svjetlosti samo u jednoj ravnini koja se zove ravnina titranja. To je linearno polarizirana svjetlost. Ravnina položena kroz zraku okomito na ravninu titranja zove se ravnina polarizacije. Polarizacija svjetlosti kod prolaza kroz turmalin i druge kristale tumači se rasporedom molekula u kristalu koji propuštaju titraje samo u jednoj ravnini.

### Polarizacija svjetlosti dvolomom
Polarizacija svjetlosti dvolomom nastaje pri prolasku svjetlosti kroz neke anizotropne kristale (na primjer kalcit, kvarc) u kojima se, osim redovite lomljene zrake koja se podvrgava Snelliusovu zakonu loma, pojavljuje još i izvanredna zraka, koja se lomi pod drukčijim kutom. Te su dvije zrake linearno polarizirane u međusobno okomitim smjerovima.

## Polarizacija svjetlosti refleksijom
Polarizacija svjetlosti refleksijom nastaje pri upadu zrake svjetlosti na granicu optičkih sredstava, gdje svjetlost djelomično prolazi lomeći se, a djelomično se reflektira (odbija). Reflektirani i lomljeni snopovi djelomično su polarizirani tako da su im ravnine polarizacije međusobno okomite. Ravnina polarizacije reflektirane svjetlosti okomita je na ravninu refleksije, dok je ravnina polarizacije lomljene svjetlosti u ravnini refleksije, odnosno loma. Ako reflektirana i lomljena zraka zatvaraju pravi kut, dolazi do potpune, linearne polarizacije. Tada kut upadne zrake svjetlosti α zadovoljava Brewsterovo pravilo: 
{\displaystyle \tan \alpha ={\frac {n_{2}}{n_{1}}}}
gdje su n1 i n2 indeksi loma sredstava.

### Objašnjenje
Uzmimo da zraka svjetlosti L upada pod kutom od 57° na staklenu pločicu P, koja je sa stražnje strane premazana crnom bojom tako, da ne bi smetala prolazna svjetlost. Ploča P je tako nagnuta, da od nje reflektrirana (odbijena) zraka M ide okomito prema gore. Reflektirana zraka M upada una staklenu pločicu A, koja je paralelna s pločom P, dakle pod istim kutom od 57°. Okrećemo li staklenu ploču A oko osi OO, to jest oko reflektirane zrake M kao osi, vidjet ćemo da će se jakost (intenzitet) reflektirane zrake N od ploče A (koju puštamo da padne na jedan zaslon) mijenjati, to će biti sve manji, a kad ploču A zakrenemo za 90°, to jest kada ploča A dođe u položaj II reflektirana zraka N će nestati. Okrećemo li ploču A dalje, opet će se pojaviti reflektirana zraka N, te će joj jakost rasti sve dotle, dok ploču A ne zakrenemo za 180°, to jest u položaj III, kada će joj jakost biti najveća. Daljnjim zakretanjem ploče A jakost zrake N ponovno će opadati, a kod zakreta za 270°, to jest u položaju IV reflektirane zrake će nestati. Dakle jakost reflektirane zrake N bit će najveći kad se ravnine upadanja (refleksije) na obe staklene ploče podudaraju (prvi i treći položaj). Za svaki drugi položaj ploče A prema ploči P jakost reflektirane zrake N bit će slabiji, a u položaju, kad su ravnine refleksije na obe staklene ploče međusobno okomite, zraka N će nestati (drugi i četvrti položaj). Ta pojava nastaje zbog polarizacije svjetlosti. Znači da reflektirana zraka M nema ista svojstva kao zraka L. Kad bi zraka M bila longitudinalni val, jakost reflektirane zrake N ne bi ovisio o položaju ploče A. Međutim kod transverzalnog vala nije to svejedno. Kod transverzalnog vala postoje dva karakteristična smjera titranja obzirom na ravninu upadanja (refleksije), to jest na ravninu u kojoj se nalazi upadajuća i reflektirana zraka. Titranje u upadajućoj zraci može biti u ravnini upadanja ili okomito na tu ravninu. Iz toga slijedi da će o smjeru titranja ovisiti, da li će zraka lakše prodrijeti u staklo ili će se reflektirati. U položaju I i III je reflektirana zraka N totalna (potpuno) polarizirana, a njezina ravnina polarizacije je ravnina upadanja, to jest raflektirana svjetlost titra okomito na ravninu upadanja.

## Polarizacija svjetlosti apsorpcijom
Polarizacija svjetlosti apsorpcijom nastaje pri prolasku svjetlosti kroz tvar koja propušta svjetlost samo određene polarizacije. U dikroitičnim dvolomnim kristalima (na primjer turmalin) jedna se zraka apsorbira, a propuštena se zraka polarizira. Svjetlosna jakost propuštene svjetlosti jednaka je polovici svjetlosne jakosti upadne nepolarizirane svjetlosti.

## Polarizacija svjetlosti u atmosferi
Polarizacija svjetlosti u atmosferi nastaje raspršenjem svjetlosti na česticama zraka. Područje najjače polarizacije nalazi se pod kutom od 90° u odnosu na Sunce, na primjer kada je Sunce u obzoru, najjače je polarizirana nebeska svjetlost blizu obzora (horizonta).

## Polarizacija i interferencija svjetlosti
Kod longitudinalnih valova, na primjer zvuka, titranja se zbivaju u smjeru širenja vala, pa su i sve ravnine koje prolaze kroz zraku vala jednake. Godine 1717. otkrio je I. Newton polarizaciju svjetlosti. Budući da je kao moguću pretpostavku uzimao samo longitudinalne valove, zanemario je cjelokupnu teoriju svjetlosti. Newtonov je zaključak bio utoliko pogrešan što nije mislio na transverzalne valove. Polarizacija je moguća kod transverzalnih valova gdje se titranja vrše okomito na smjer širenja. Tu je na primjer ravnina u kojoj titra električno polje istaknuta pred drugom. Transverzalnost valova svjetlosti vidi se najbolje kad se polarizirani val pušta kroz osobiti val, na primjer Nicolovu prizmu. Već prema tome kako vrtimo kristal oko njegove osi, koja se podudara sa zrakom svjetlosti, mijenja se jakost (intenzitet) svjetlosti. Kod određene orijentacije (smjera) kristala svjetlost je najjača, a okomito na to sasvim se ugasi. Nicolova prizma propušta električna titranja samo jednog smjera; ako komponenta električnog polja u tom smjeru iščezava, kristal je za svjetlost nepropustan. 
Ako vektor električnog polja titra stalno u jednom pravcu, tada kažemo za val, da je linearno polariziran. Općenitiji je slučaj ako električno polje titra u ravnini okomitoj na zraku vala. U ravnini x, y, koja stoji okomito na smjer širenja vala, možemo općenito titranje električnog vektora sastaviti od dva linearna titranja u smjeru y i z:
{\displaystyle E_{y}=a_{1}\cdot \cos(2\cdot \pi \cdot f\cdot t+\alpha _{1})}
{\displaystyle E_{z}=a_{2}\cdot \cos(2\cdot \pi \cdot f\cdot t+\alpha _{2})}
Ey ide od - a1 do + a1, a Ez od - a2 do + a2. Vršak vektora opisuje elipsu. Ova elipsa se pretvara u ravnu crtu ako je α1 = α2. Eliptično titranje sadrži, dakle, kao specijalan slučaj linearno titranje.
Drugi važan slučaj je kružno ili cirkularno titranje. Ako stavimo da su amplitude u y i z smjeru jednake, a osim toga da između njih postoji fazna razlika od π/2 (90°), tada elipsa prelazi u kružnicu. Dva su moguća kružna titranja. Prvo:
{\displaystyle E_{y}=a\cdot \cos(2\cdot \pi \cdot f\cdot t)}
{\displaystyle E_{z}=a\cdot \sin(2\cdot \pi \cdot f\cdot t)}
i zove se lijevo kružno titranje, a drugo:
{\displaystyle E_{y}=a\cdot \cos(2\cdot \pi \cdot f\cdot t)}
{\displaystyle E_{z}=-\,a\cdot \sin(2\cdot \pi \cdot f\cdot t)}
desno kružno titranje. Smisao vrtnje "lijevo" i "desno" ne uzima se prema smjeru širenja vala, nego prema smjeru pogleda, dakle upravo obrnuto. 
Već prema tome kako su pobuđeni, atomi emitiraju eliptično polariziranu, linearno polariziranu i kružno (cirkularno) polariziranu svjetlost. Sve 3 vrste polarizacije mogu se jednostavno pokusima ustanoviti. Ako je svjetlost kružno polarizirana, dobivamo uvijek istu jakost (intenzitet) svjetlosti, kako god vrtjeli Nicolovu prizmu. 
Što se dešava kod linearno polarizirane svjetlosti, rečeno je prije. Već prema tome kako vrtimo kristal oko njegove osi, koja se podudara sa zrakom svjetlosti, mijenja se jakost (intenzitet) svjetlosti. Kod određene orijentacije kristala svjetlost je najjača, a okomito na to sasvim se ugasi. Nicolova prizma propušta električna titranja samo jednog smjera; ako komponenta električnog polja u tom smjeru iščezava, kristal je za svjetlost nepropustan.
Eliptično polarizirano svjetlo predstavlja opći slučaj, koji se ne da svesti ni na jedan od prijašnjih.
Svjetlost koja dopire do nas od neke svjetiljke sastavljena je od golemog broja valova koje emitiraju pojedini atomi. Svaki atom, poput bljeska, izrači jedan osnovni niz valova. Svaki osnovni niz valova ima određenu valnu duljinu. Pokusima se može ustanoviti da titranje atoma u toku emisije traje oko 10-8 sekundi. Za to vrijeme širi se od atoma val s brzinom od 3∙108 m/s, pa prevali duljinu od 10-8 s∙3∙108 m/s. Osnovni niz valova, emitiran od atoma, dug je dakle oko 3 metra. Taj niz valova zovemo još koherentnim, što latinski znači zglobljen, očvrsnut, to jest takav niz valova drži se sam sobom kao cjelina. 
Valovi što ih emitiraju atomi jesu polarizirani. Smjer polarizacije određuje električni vektor. Uzmimo zbog jednostavnosti da je val linearno polariziran. U relativno malim područjima možemo osnovni val prikazati ravnim valom:
{\displaystyle E=a\cdot \cos(2\cdot \pi \cdot {\frac {x-c\cdot t}{\lambda }}+\alpha )}
Vektor a daje iznos amplitude i smjer linearnog titranja.
Jakost ili intenzitet svjetlosti mjerimo energijom koja u sekundi pada na 1 m2. Poyntingov vektor iznosi:
{\displaystyle P={\frac {c}{4\cdot \pi }}\cdot E^{2}}
Kad se dva vala spoje, rezultanta njihova polja jednaka je E1 + E2. Prema tome je jakost složenog vala jednaka:
{\displaystyle P={\frac {c}{4\cdot \pi }}\cdot (\mathbf {E} _{1}+\mathbf {E} _{2})^{2}={\frac {c}{4\cdot \pi }}\cdot (E_{1}^{2}+E_{2}^{2}+2\cdot \mathbf {E} _{1}\cdot \mathbf {E} _{2})}
Jakost složenog vala nije dakle jednak zbroju jakosti pojedinih valova, nego tom zbroju dolazi interferentni član, proporcionalan skalarnom umnošku:
{\displaystyle \mathbf {E} _{1}\cdot \mathbf {E} _{2}=E_{1}\cdot E_{2}\cdot \cos \phi }
Ako su oba električna polja jednaka, ali su suprotnog smjera, ovaj interferentni član čini da se cjelokupna jakost poništava. Pojava umnoška E1∙E2 svojstvena je za valna gibanja i daje svu duboku razliku prema strujama čestica (korpuskula). Kod korpuskularnih struja ukupna jakost bila bi jednaka zbroju jakosti pojedinih zraka. Pridoda li se jatu od 1000 čestica još 1000 čestica, to ide jato od 2000 čestica, pa je i struja dva puta jača. Samo kod valova se može dogoditi da ukupna jakost bude manja. Interferencija je u biti prouzrokovana time, što se kod valova zbrajaju titranja polja, a ta se mogu uzajamno pojačati i oslabiti. Načelom interferencije objasnio je T. Young 1802. raznobojne prstenove i pruge koji nastaju prolazom svjetlosti kroz tanka stakla. Youngovo tumačenje interferencije dalo je moćan poticaj razvoju valne teorije svjetlosti.
Razmotrimo dva vala, koja titraju u istom smjeru. Smjer širenja je na x osi, smjer električnog polja obaju valova leži na y osi. Interferentni član je jednak:
{\displaystyle 2\cdot a_{1}\cdot a_{2}\cdot \cos(2\cdot \pi \cdot {\frac {x-c\cdot t}{\lambda _{1}}}+\alpha _{1})\cdot \cos(2\cdot \pi \cdot {\frac {x-c\cdot t}{\lambda _{2}}}+\alpha _{2})}
S a1 i a2 označili smo amplitude obaju valova. Očito je da naše oko, kao i naši makroskopski optički aparati, mogu motriti samo prosječnu vrijednost interferentnog člana u razmjerno dugom vremenu. No odmah vidimo, da će ova prosječna vrijednost biti samo onda različita od nule, ako oba vala imaju potpuno jednaku valnu duljinu. Takve dvije zrake svjetlosti, koje su sposobne da interferiraju, zovu se koherentne.
Koherentnu svjetlost možemo u pokusu dobiti tako, da svjetlost, koja dolazi od nekog izvora na umjetan način razdijelimo u dva snopa, pa zatim takva dva snopa među sobom ponovo spojimo. Taj osnovni niz valova od nekog atoma interferira sa samim sobom. Uzme li s druge strane svjetlost od dva različita izvora, tad se neće opaziti interferencija. U tom slučaju nikad se ne mogu dobiti dva vala koja jednako titraju. Već sićušna razlika u valnoj duljini dosta je da prosječna vrijednost interferentnog člana iščezne. Najjednostavniji način kako da se proizvede koherentna svjetlost i interferentne pojave predstavljaju slavni Fresnelovi pokusi iz 1822. kojima je on srušio korpuskularnu teoriju svjetlosti i pribavio pobjedu valnoj teoriji svjetlosti. 
Fresnelov pokus nije, naravno, prikladan za točno mjerenje valnih duljina svjetlosti. Umjesto debelih pruga trebale bi se dobiti oštre linije. To se postiže na taj način da se najprije snop svjetlosti razdijeli na velik broj snopova, pa zatim da se ti snopovi ponovo sastave. Mjesta oštrih interferentnih crta dana su uvjetom da tamo dolaze sve zrake s razlikom od cijelog broja valnih duljina. To se postiže s planparalelnim staklenim pločama. Paralelne zrake koje izlaze iz staklene ploče skupe se u jedan snop pomoću optičke leće. Razlika puta između raznih zraka može se odmah izračunati. Ako ta razlika oznosi cijeli broj valnih duljina, leća baca oštru crtu. Točnost ovakvih mjerenja dostiže 0,001 AJ.